# Orto botanico di Oxford

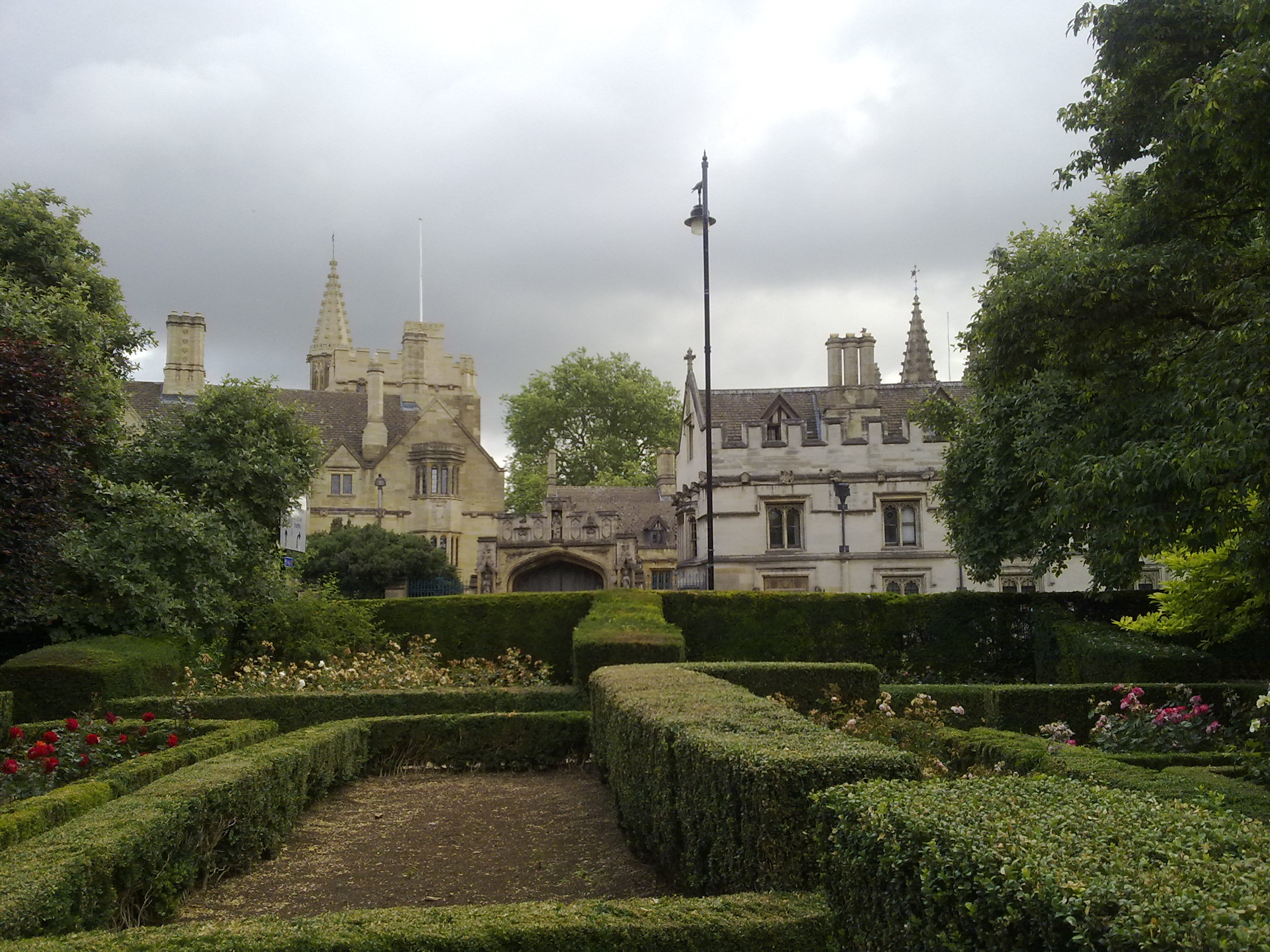
Il Magdalen College visto dai Rose gardens

L'Orto botanico di Oxford (Oxford Botanic Garden& Arboretum) è l'orto botanico dell'Università di Oxford nel centro della omonima città. È stato fondato nel 1621 come orto per le piante medicinali ed è il più antico orto botanico della Gran Bretagna. Misura 1,8 ettari di superficie e ospita esemplari di più di 8.000 diverse specie botaniche che rappresentano il 90% delle famiglie di piante superiori.

## Struttura
L'orto botanico di Oxford comprende tre sezioni
- il giardino interno, circondato dal muro di pietra originale del XVI secolo;
- le serre, che permettono la coltivazione di piante che richiedono protezione dal clima inglese;
- il giardino esterno, fra il muro del giardino interno ed il fiume Cherwell.

10 chilometri a sud di Oxford c'è una quarta area, l'arboreto Harcourt.

## Giardino interno
- famiglie botaniche

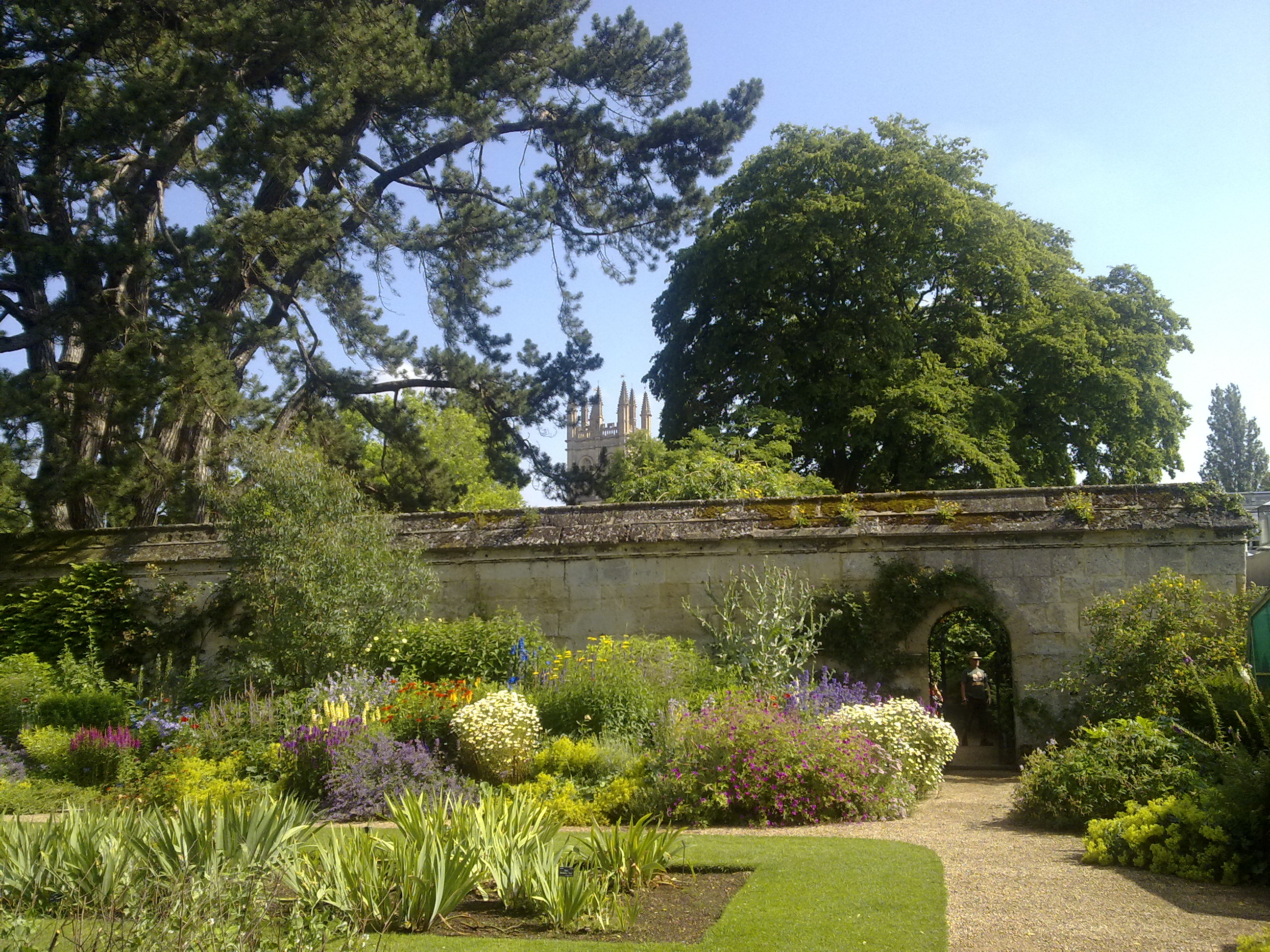
Il campanile del Magdalen College nascosto dalla vegetazione dei Botanic gardens

Il nucleo della raccolta è costituito dalle piante raggruppate in aiole lunghe e strette in base alla classificazione scientifica. Le famiglie rappresentate sono: Acanthaceae, Amaranthaceae, Amaryllidaceae, Apocynaceae, Araceae, Aristolochiaceae, Berberidaceae, Boraginaceae, Campanulaceae, Caryophyllaceae, Chenopodiaceae, Cistaceae, Commelinaceae, Compositae, Convolvulaceae, Crassulaceae, Cruciferae, Cyperaceae, Dioscoreaceae, Dipsacaceae, Euphorbiaceae, Gentianaceae, Geraniaceae, Gramineae, Hypericaceae, Iridaceae, Juncaceae, Labiatae, Leguminosae, Liliaceae, Linaceae, Loasaceae, Lythraceae, Malvaceae, Onagraceae, Paeoniaceae, Papaveraceae, Phytolaccaceae, Plantaginaceae, Plumbaginaceae, Polemoniaceae, Polygonaceae, Portulacaceae, Primulaceae, Ranunculaceae, Rosaceae, Rubiaceae, Rutaceae, Saxifragaceae, Solanaceae, Umbelliferae, Urticaceae, Verbenaceae, Violaceae.
- piante farmaceutiche

Otto aiole contengono le piante di interesse farmaceutico.
- piante variegate

Due aiole ospitano piante variegate.
- ibridi

In un'aiola crescono ibridi di piante di specie diverse (ma appartenenti allo stesso genere).
- iris barbati

In un'aiola sono coltivate diverse varietà di giaggioli.
- bordure lungo il muro

Le aiole che costeggiano il muro esterno ospitano specie che sfruttano i microclimi creati dal muro stesso. 
Ai piedi del muro orientale, che è fresco, crescono felci ed equiseti; al contrario lungo il muro meridionale, che è asciutto, crescono piante adatte a tale microclima. Addossata al muro sudorientale è la collezione di bambù.
I muri settentrionale e occidentale ospitano piante raggruppate per aree geografiche: Estremo Oriente, Nordamerica, Europa, Mediterraneo, Sudamerica, Sudafrica.

## Serre
- conservatorio

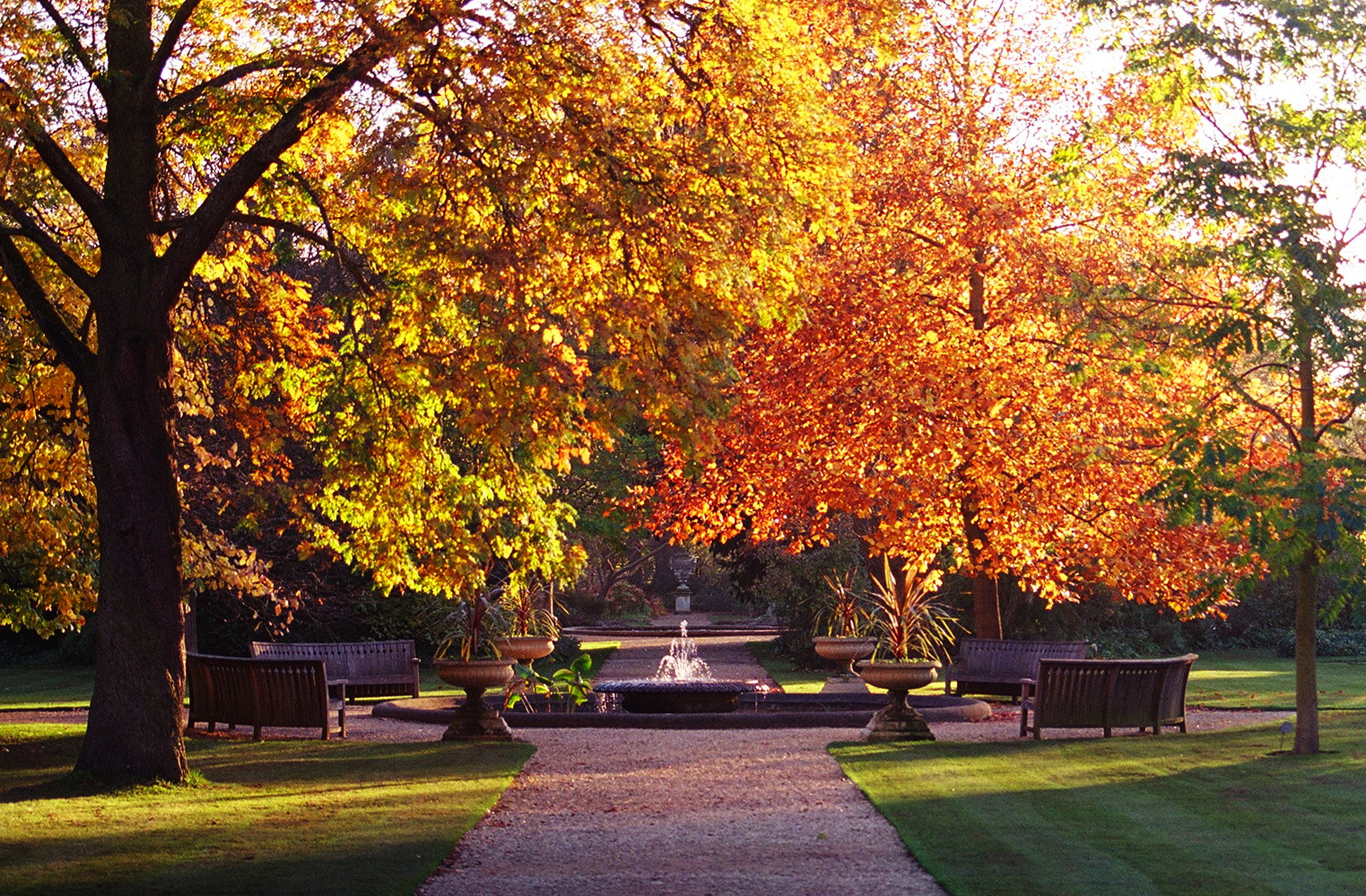
Autunno nel giardino interno

La serra è una riproduzione dell'originale in legno del 1893 ed ospita fiori stagionali. Al centro sono esposte mostre temporanee.
- serra alpina

Le piante che non potrebbero crescere nelle loro massime potenzialità nel clima esterno sono esposte in questa serra. Le piante in mostra vengono sostituite regolarmente, in modo che ve ne siano sempre di fiorite.
- serra delle felci

La serra ospita una raccolta di felci da tutto il mondo.
- serra delle ninfee

Questa serra, costruita nel 1851 è la più antica serra del Giardino, ospita ninfee tropicali, ma anche piante utili come banani, canne da zucchero, riso e piante di papiro.
- serra delle orchidee

In questa serra mostra come le orchidee si siano adattate a climi molto diversi. Nella serra crescono anche le Bromeliacee come l'ananas.
- serra delle palme

La più grande delle serre ospita le palme ma anche piante alimentari, come gli agrumi, il pepe nero, le patate dolci, la papaia, gli ulivi, le piante di caffè, lo zenzero, le piante di cacao e di cotone. Vi è inoltre una collezione di cicadine ed un gran numero di specie di begonie.
- serra delle piante succulente

Le piante di questa serra provengono dalle zone più aride della terra e mostrano i modi in cui i vegetali economizzano l'uso dell'acqua.

## Giardino esterno
- giardino roccioso

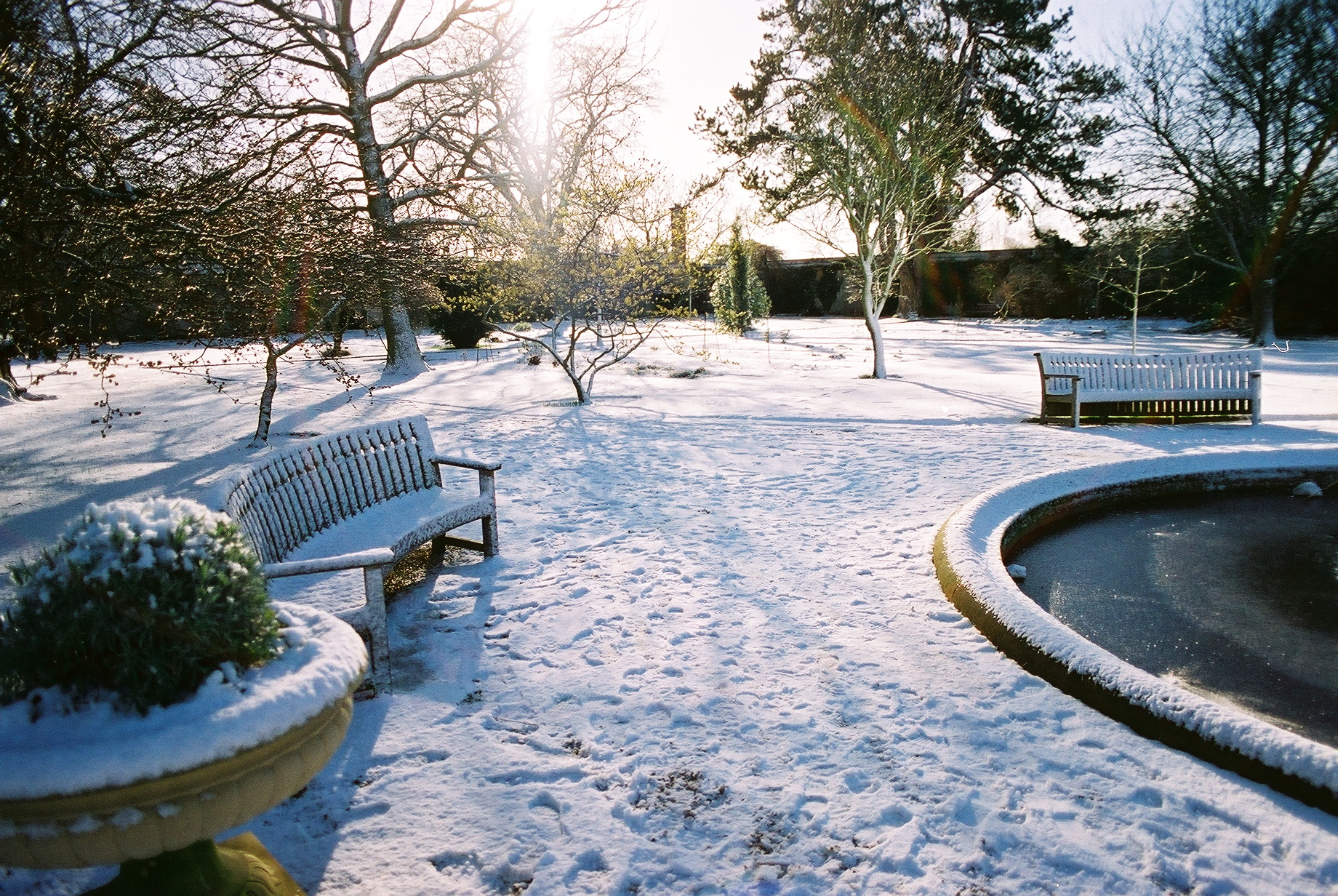
L'orto botanico sotto la neve

Nella parte orientale rappresenta le piante rupestri europee, nella parte occidentale quelle degli altri continenti.
- giardino umido

È uno stagno che ospita piante acquatiche.
- giardino fluviale

Zona di canali che ospitano piante acquatiche di fiume.
- bordura erbosa

Raccolta di piante erbacee.
- collezione del 1648

Questa collezione raccoglie le piante che erano coltivate nell'orto botanico nel 1648.
- bordura delle serre

È coltivata a arbusti, piante perenni e piante annuali fra cui tulipani.
- bordura autunnale

In quest'area si trovano le piante che fioriscono in settembre e ottobre.

## Nella letteratura

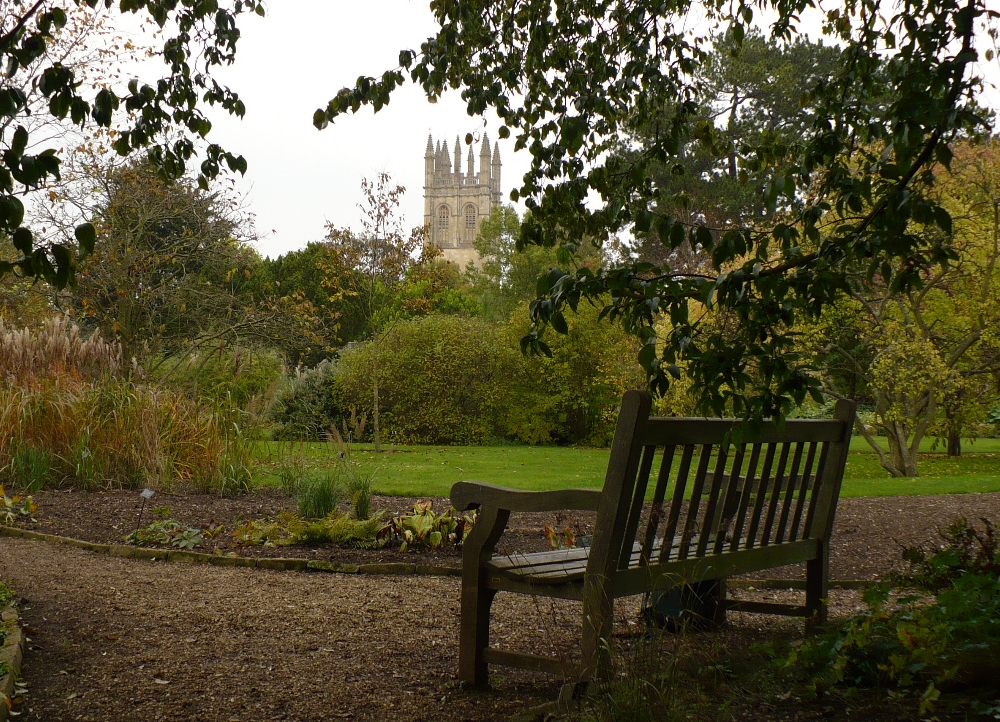
La panchina di legno del Botanic Garden descritta da Philip Pullman ne Il cannocchiale d'ambra

L'orto botanico era una meta delle passeggiate del professor Lewis Carroll con le sorelle Liddell, fra cui Alice. Come altri luoghi di Oxford, l'orto fu motivo di ispirazione per  Alice nel paese delle meraviglie e in particolare per l'episodio della partita di croquet della Regina di Cuori.
Nel romanzo Brideshead Revisited di Evelyn Waugh, Lord Sebastian Flyte porta Charles Ryder "a vedere l'edera" non appena si conoscono e gli dice: "Oh, Charles, quante cose hai da imparare! C'è un bell'arco lì e più varietà di edera di quante pensassi che ne esistessero. Io non so come farei senza i Botanical gardens" (primo capitolo).
Nella trilogia Queste oscure materie di Philip Pullman una panchina situata nel retro dell'orto botanico è uno dei luoghi/oggetti che si trovano in entrambi i mondi paralleli in cui abitano i due protagonisti, Lyra Belacqua e Will Parry.